# دهستان رودزرد
دهستان رودزرد، یکی از دهستان‌های بخش مرکزی شهرستان باغ‌ملک در استان خوزستان ایران است. مرکز این دهستان، روستای رودزرد کایدرفیع است.

## جمعیت
بر پایه سرشماری عمومی نفوس و مسکن در سال ۱۳۹۵، جمعیت دهستان رودزرد برابر با ۲٬۲۸۳ نفر بوده‌است.